# Piotr Marciniak (siatkarz)
Piotr Marciniak (ur. 1 października 1986) – polski siatkarz występujący na pozycji rozgrywającego. Brązowy medalista akademickich mistrzostw świata do lat 21 w siatkówce plażowej z 2006 r. Obecnie zawodnik MKS Kama Rosiek Syców.
Swoją karierę rozpoczynał w MMKS Kędzierzyn-Koźle, w którym występował w latach 1999–2006.

## Kluby
| Klub                  | Kraj   | od        | do        |
| MMKS Kędzierzyn-Koźle | Polska | 1999–2000 | 2005–2006 |
| Gwardia Wrocław       | Polska | 2006–2007 | 2007–2008 |

## Sukcesy
- 2005 - złoty medal AMP w siatkówce plażowej
- 2005 - brązowy medal AMP w turnieju mixtów w siatkówce plażowej
- 2006 - złoty medal AMP w turnieju mixtów w siatkówce plażowej
- 2006 - srebrny medal AMP w siatkówce plażowej
- 2006 - brązowy medal AMŚ do lat 21